# António Mascarenhas Monteiro
António Manuel Mascarenhas Gomes Monteiro (Ribeira da Barca, 16 febbraio 1944 – 16 settembre 2016) è stato un politico capoverdiano.
Dal marzo 1991 al marzo 2001 è stato presidente di Capo Verde.